# Ministère de l'Éducation publique
Pour les articles homonymes, voir Ministère de l'Éducation.
Le ministère de l'Éducation publique est un ministère ouzbek qui supervise le système d'éducation du pays en compagnie des ministères de l'Éducation préscolaire et de l'Éducation secondaire spécialisée. Il est dirigé par Hilola Umarova (uz) depuis le 30 décembre 2022.

## Liste des ministres
| Nom               | de               | à                |
| ----------------- | ---------------- | ---------------- |
| Joʻra Yoʻldoshev  | 22 juillet 1991  | 11 août 2000     |
| Risboy Joʻrayev   | 11 août 2000     | 7 mai 2004       |
| Turobjon Joʻrayev | 7 mai 2004       | 26 mars 2008     |
| Gʻayrat Shoumarov | 26 mars 2008     | 26 février 2010  |
| Avazjon Marahimov | 2 mars 2010      | 30 juin 2011     |
| Temur Shirinov    | 4 juillet 2011   | 7 février 2013   |
| Ulugʻbek Inoyatov | 7 février 2013   | 20 juin 2018     |
| Sherzod Shermatov | 20 juin 2018     | 17 novembre 2021 |
| Baxtiyor Saidov   | 17 novembre 2021 | 30 décembre 2022 |
| Hilola Umarova    | 30 décembre 2022 |                  |